# 全明植
全 明植（チョン・ミョンシク、朝鮮語: 전명식 ）は、朝鮮民主主義人民共和国の政治家。文化相、朝鮮労働党中央委員会委員候補などを歴任した。

## 経歴
出生地や生年月日、文化相任命以前の経歴は不明。2019年12月28日に開催された朝鮮労働党中央委員会第7期第5回総会で文化相に任命され、2020年4月11日に開催された朝鮮労働党中央委員会政治局会議で党中央委員会委員候補に補選された。
2021年1月5日から開催された朝鮮労働党第8次大会で行われた党中央委員候補から脱落。1月17日に開催された最高人民会議第14期第4回会議で文化相を解任された。